# Pristidactylus
Pristidactylus es un género de lagartos, originario de Chile y Argentina. Algunas de sus especies endémicas de Chile son conocidas por el nombre común de "gruñidor"; así Pristidactylus alvaroi es el "gruñidor de Álvaro", Pristidactylus valeriae, "gruñidor de Valeria" y Pristidactylus volcanensis, "gruñidor de El Volcán". Se caracterizan, en general, por ser robustos y de cabeza voluminosa en relación con su tamaño, que ronda los 100 mm de la cabeza a la cloaca. Son especies de hábitos terrestres que se distribuyen en ambiente de serranía, montanos y sistemas cordilleranos. Sus hábitat va de los Andes centrales y del sur a la sierra de La Ventana en la provincia de Buenos Aires (Pristidactylus casuhatiensis), estando asociados a ecosistemas de escasa vegetación de altura (como Pristidactylus volcanensis) y a bosques de Nothofagus (como Pristidactylus torquatus).

## Clasificación
El género está compuesto por diez especies de las cuales seis son endémicas de Argentina y cuatro son endémicas de Chile.
- Pristidactylus achalensis
- Pristidactylus alvaroi
- Pristidactylus araucanus
- Pristidactylus casuhatiensis
- Pristidactylus fasciatus
- Pristidactylus nigroiugulus
- Pristidactylus scapulatus
- Pristidactylus torquatus
- Pristidactylus valeriae
- Pristidactylus volcanensis

- Datos: Q375201
- Multimedia: Pristidactylus / Q375201
- Especies: Pristidactylus